# Michalin (województwo pomorskie)
Michalin (kaszb. Michalënò) – wieś w Polsce położona w województwie pomorskim, w powiecie gdańskim, w gminie Przywidz. 
Wieś stanowi sołectwo Michalin w którego skład wchodzą również Klonowo Górne i Klonowo Dolne.
W latach 1975–1998 miejscowość administracyjnie należała do województwa gdańskiego.